# Jewgienija Doliniuk
Jewgienija Aleksiejewna Doliniuk (ros. Евге́ния Алексе́евна Долиню́к, ur. 25 kwietnia 1914 w Bielowcach, zm. 22 października 1990 w Boryszkowcach) – dwukrotna Bohater Pracy Socjalistycznej (1951 i 1958).

## Życiorys
Od 1946 pełniła funkcję sekcyjnej (liderki drużyny) kołchozu im. Stalina w rejonie borszczowskim, wraz z drużyną kołchozową wyróżniała się w zbiorach zboża, zwłaszcza kukurydzy, za co dwukrotnie otrzymała tytuł Bohatera Związku Radzieckiego. Od 1953 należała do KPZR, w latach 1961–1966 zastępca członka KC KPZR, 1962–1966 była deputowaną do Rady Najwyższej ZSRR 6. kadencji.

## Odznaczenia
- Medal Sierp i Młot Bohatera Pracy Socjalistycznej (dwukrotnie – 4 maja 1951 i 26 lutego 1958)
- Order Lenina (trzykrotnie – 4 maja 1951, 15 grudnia 1972 i 24 grudnia 1976)
- Order Rewolucji Październikowej (8 kwietnia 1971)
- Order Przyjaźni Narodów (24 kwietnia 1984)
- Medal „Za pracowniczą dzielność” (dwukrotnie – 25 grudnia 1959 i 30 kwietnia 1966)

I inne.